# Simion Cuciuc
Simion Cuciuc (* 4. Juli 1941) ist ein ehemaliger rumänischer Kanute.

## Erfolge
Simion Cuciuc nahm an den Olympischen Spielen 1964 in Tokio im Vierer-Kajak über die 1000-Meter-Distanz teil. Die Mannschaft, zu der neben Cuciuc noch Atanasie Sciotnic, Mihai Țurcaș und Aurel Vernescu gehörten, qualifizierte sich jeweils als Sieger des ersten Vorlaufs und des ersten Halbfinallaufs für den Endlauf. Im Rennen um die Medaillen überquerten sie schließlich nach 3:15,51 Minuten als drittes Boot die Ziellinie, hinter den siegreichen Kanuten aus der Sowjetunion und der gesamtdeutschen Mannschaft, sodass sie die Bronzemedaille gewannen.